# Bartomeu Flaquer Carrió
Bartomeu Flaquer Carrió (Artà, Mallorca, 18 de juny de 1912 - Palma, 10 de gener de 1986) va ser un ciclista mallorquí que va córrer entre 1932 i 1946. Combinà el ciclisme en pista amb la ruta.
Iniciat en el ciclisme als 12 anys, en el seu palmarès destaca una victòria d'etapa a la Volta a Catalunya de 1941 i diversos campionats balears de ciclisme en pista i en ruta.
Posteriorment fou director del velòdrom del Tirador, seleccionador de l'equip de Balears i president del Club Ciclista Palma.

## Palmarès
- 1931
  - Campió de les Balears en ruta
  - Campió de les Balears en pista
- 1932
  - Campió de les Balears en pista
  - Vencedor d'una etapa a la Volta a Mallorca
- 1935
  - Campió de les Balears en ruta
  - 1r al Critèrium d'Ases
- 1936
  - Campió de les Balears en pista
- 1938
  - Campió de les Balears en pista
- 1940
  - Campió de les Balears en ruta
  - Vencedor d'una etapa a la Volta a Mallorca
  - Vencedor d'una etapa al Circuit del Nord
- 1941
  - Vencedor d'una etapa a la Volta a Catalunya
- 1943
  - Campió de les Balears en pista
- 1944
  - Campió de les Balears en pista

### Resultats a la Volta a Espanya
- 1936. Abandona